# Le Cœur de Rigadin
Pour plus de détails, voir Fiche technique et Distribution.
Le Cœur de Rigadin est un film muet français réalisé par Georges Monca, sorti en 1918.

## Fiche technique
- Titre : Le Cœur de Rigadin
- Réalisation : Georges Monca
- Scénario : J. de Gramont
- Photographie :
- Montage :
- Société de production : Pathé Frères
- Société de distribution : Pathé Frères
- Pays de production :  France
- Langue : film muet avec les intertitres en français
- Métrage : 345 mètres
- Format : Noir et blanc — 35 mm — 1,33:1 — Muet
- Genre :  Comédie
- Durée : 11 minutes 30 secondes
- Date de sortie : 
  - France : 31 décembre 1918

## Distribution
- Charles Prince : Rigadin